# Hermann Stannius

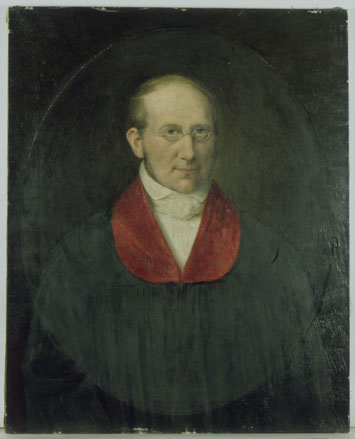
Zeitgenössisches Porträt von Hermann Stannius als Professor der Universität Rostock (Porträtsammlung der Universität Rostock)

Hermann Friedrich Stannius (* 15. März 1808 in Hamburg; † 15. Januar 1883 in der Klinik Sachsenberg bei Schwerin) war ein deutscher Mediziner, Zoologe, Anatom und Physiologe.

## Leben
Hermann Stannius war Sohn des in Neugattersleben bei Magdeburg geborenen Kaufmanns Johann Wilhelm Julius Stannius (1777–1813), der im Jahre 1798 nach Hamburg kam, und dessen in Hamburg geborenen Frau Johanna Flügge (1782–1862). Der Vater Johann Wilhelm verstarb früh, am 13. November 1813. Seine Frau Johanna starb am 18. August 1862. Hermann Friedrich hatte zwei Brüder und zwei Schwestern.
Stannius besuchte die Gelehrtenschule des Johanneums in Hamburg und wurde am 1. Mai 1825 in die Universitätsmatrikel des Akademischen Gymnasiums in Hamburg als Student der Medizin eingetragen. Ab 1828 studierte er in Heidelberg, Berlin und Breslau. Am 26. November 1831 wurde er von der Universität Breslau (Universitas Leopoldina) mit der Arbeit De speciebus nonnulis generis Mycetophilia vel novis vel minus cognitis promoviert.
Schon in Breslau gab er zusammen mit dem dortigen Lehrer Theodor Emil Schummel (1786–1848) im Jahre 1832 die Beiträge zur Entomologie heraus. Er kehrte dann nach Berlin zurück und praktizierte von 1833 bis 1837 als Assistenzarzt am Friedrichstädtischen Krankenhaus. Zudem war er in einer Praxis in der Stadt tätig, betrieb u. a. weiter Forschungen über Insekten (Entomologie) und anatomische Pathologie und  verfasste das Lehrbuch der Allgemeinen Pathologie, dessen 1. Teil 1837 erschien und ihm zur Habilitation gereichte. Ferner veröffentlichte er 1836 in Berlin Die Geschichte der Cholera bis zu ihrem ersten Auftreten in Frankreich und übersetzte aus dem Englischen Sir James Clarks (1788–1870) Buch über die Lungenschwindsucht oder Lungentuberkulose A Treatise on Tubercular Phthisis von 1834.
Nach dem Tode Samuel Gottlieb von Vogels 1837 wurde dessen frei gewordener Lehrstuhl an der Universität Rostock von Hermann Stannius besetzt. Er lehrte an der kleinen Fakultät vergleichende Anatomie, Physiologie und allgemeine Pathologie.
Im Juni des Jahres 1838 wurde seinen Interessen gemäß ein Zootomisch-physiologisches Institut gegründet, das zunächst in seiner Wohnung untergebracht war und später in einem Neubau hinter dem Universitätshauptgebäude.
Zwischenzeitlich war er Rektor der Universität Rostock und führte eine sehr aktive wissenschaftliche Tätigkeit bis zum Jahre 1854. Er wurde auch Mitglied des Grossherzoglichen Mecklenburg-Schwerin Medizinal-Kollegiums in Rostock und trug ab 1860 den Titel Obermedizinalrat. Mit dem Jahre 1854 wurde eine neurologische Krankheit symptomatisch, die auch mit psychischen Störungen verbunden war und ihn im Jahre 1862 dazu zwang seine Tätigkeit in Rostock aufgeben. Er verbrachte den Rest seines Lebens in der psychiatrischen Klinik in Endenich bei Bonn und später in der Klinik Sachsenberg bei Schwerin.

## Wissenschaftliche Arbeit
Stannius ist der Autor des zweiten Bandes von Lehrbuch der vergleichenden Anatomie der Wirbeltiere von 1846. Er arbeitete unter anderem am Nervensystem von Stören und Delphinen (1846 und 1849) und forschte über die pharmakologischen Wirkungen von Strychnin (1837) und Digitalis (1851). Mit seinem langjährigen Freund, dem Göttinger Anatomen, Zoologen und Physiologen Rudolf Wagner (1805–1864) bearbeitete er ein Wörterbuch der Physiologie. Von dem durch Carl von Siebold (1804–1885) und Hermann Stannius begründeten Handbuch der Zootomie erschien der von Stannius bearbeitete Teil, Handbuch der Wirbeltiere in 2. Auflage 1854 und das dazugehörende zweite Buch, Zootomie der Amphibien.
Die vergleichende Anatomie – er nannte sie Zootomie – war sein zentrales Forschungsgebiet, so erhielt er von dem Zoologen Henrik Nikolai Krøyer (1799–1870) einen Walross-Schädel (Odobenus rosmarus), dessen Beschreibung er 1842 veröffentlichte. Diese und andere Studienobjekte befinden sich teilweise noch in der Zoologischen Sammlung der Universität Rostock. Exkursionen und Reisen führten ihn 1838 auf die Insel Helgoland (zu diesem Zeitpunkt noch Teil des Vereinigten Königreichs), nach Hamburg, Kopenhagen, 1851 in das übrige Dänemark und im Jahre 1857 nach Holland.
Bekannt ist auch die Stannius-Ligatur und seine Arbeiten über das Reizleitungssystem von Wirbeltier-Herzen, insbesondere der Amphibien. Bei der Stannius-Ligatur wird auf der Ebene zwischen Vorhof und Ventrikel eine Schlinge gelegt und diese fest angezogen. Dabei wird die Aktivität vom Sinusknoten auf die nachfolgenden Reizleitungs-Abschnitte mehr oder weniger wirksam unterbrochen.
Die Stanniusschen Körperchen, Teil der innersekretorischen Organe bei Fischen, sind nach ihm benannt. Es handelt sich um ein endokrines Organ der Fische, dass ventro-kaudal dem Nierenparenchym aufliegt bzw. in diesem eingebettet ist und bei Osmoregulation und der Calcium und Phosphat-Regulation eine Rolle spielt. Ferner ist es, bei den Fischen, der Ort der Synthese des Stanniocalcins (STC).

## Ehrungen
Die Art Valdivianemertes stannii (Grube, 1840) wurde ebenfalls nach ihm benannt. 1850 wurde er zum korrespondierenden Mitglied der Göttinger Akademie der Wissenschaften gewählt. 1860 wurde er zum Mitglied der Leopoldina gewählt.
Nach ihm ist auch die Pflanzengattung Stannia H.Karst. aus der Familie der Rötegewächse (Rubiaceae) benannt.

## Schriften (Auswahl)
- De speciebus nonnullis generis Mycethophila vel novis vel minus cognitis. Bratislava, 1831. (Dissertation)
- Die europischen Arten der Zweyfluglergattung Dolichopus. Isis Oken 1831: 28-68, 122-144, 248-271, 1831.
- mit Theodor Emil Schummel: Beiträge zur Entomologie, besonders in Bezug auf Schlesien. Breslau, 1832/1833.
- Über den Einfluss der Nerven auf den Blutumlauf. Froriep’s Notizen aus dem Gebiete der Natur- und Heilkunde, 1833, 36: 246-248.
- Ueber einige Missbildungen an Insekten. Müller’s Archiv für Anatomie, Physiologie und wissenschaftliche Medizin, Berlin, 1835: 295-310.
- Allgemeine Pathologie. Berlin, I, 1837.
- Ueber die Einwirkung des Strychnins auf das Nervensystem. Archiv für Anatomie, Physiologie und wissenschaftliche Medizin, Berlin, 1837: 223-236.
- Ueber Nebennieren bei Knorpelfischen. Archiv für Anatomie, Physiologie und wissenschaftliche Medizin, Berlin, 1839: 97-101.
- Ueber krankhafte Verschliessung grösserer Venenstämme. Berlin, 1839.
- Ueber Lymphherzen der Vögel. Archiv für Anatomie, Physiologie und wissenschaftliche Medizin, Berlin, 1843: 449-452.
- Ueber den Bau des Delphingehirns. Rostock, 1845.
- Ueber den Bau des Delphingehirns, in: Naturwissenschaftlicher Verein in Hamburg (Hg.): Abhandlungen aus dem Gebiet der Naturwissenschaften. Hamburg 1846, I: 1-16.
- Bemerkungen über das Verhältniss der Ganoiden zu den Clupeiden. Rostock, 1846.
- Beiträge zur Kenntniss der amerikanischen Manati’s.  Rostock, 1846.
- mit Carl Theodor von Siebold:  Untersuchungen ueber Muskelreizbarkeit., in: Johannes Müller (Hg.): Archiv für Anatomie, Physiologie und wissenschaftliche Medizin, Veit et Comp., Berlin 1847: 443-462. Also 1849: 588-592.
- Versuch über die Function der Zungennerven, in: Johannes Müller (Hg.): Archiv für Anatomie, Physiologie und wissenschaftliche Medizin, Veit et Comp., Berlin 1848, S. 132 ff.
- Zootomische Bemerkungen, in: Johannes Müller (Hg.): Archiv für Anatomie, Physiologie und wissenschaftliche Medizin, Veit et Comp., Berlin 1848, S. 397 ff.
- Über das Pankreas der Fische, in: Johannes Müller (Hg.): Archiv für Anatomie, Physiologie und wissenschaftliche Medizin, Veit et Comp., Berlin 1848, S. 405 ff.
- Beiträge zur Geschichte des Enchondroms, in: Johannes Müller (Hg.): Archiv für Anatomie, Physiologie und wissenschaftliche Medizin, Veit et Comp., Berlin 1848, S. 408 ff.
- Das peripherische Nervensystem der Fische, anatomisch und physiologisch untersucht. Rostock, 1849. doi:10.5962/bhl.title.9079
- Ueber eine der Thymus entsprechende Drüse bei Knochenfischen. Archiv für Anatomie, Physiologie und wissenschaftliche Medizin, Berlin, 1850.
- Ueber Theilung der Primitivröhren in den Stämmen, Aesten und Zweigen der Nerven. Archiv für physiologische Heilkunde, Stuttgart, 1850; IX.
- Versuche über die Ausscheidung der Nieren. Archiv für physiologische Heilkunde, Stuttgart, 1850; IX.
- Ueber die Wirkung der Digitalis und des Digitalin. Archiv für physiologische Heilkunde, Stuttgart, 1851, 10: 177-209.
- Zwei Reihen physiologischer Versuche. Archiv für Anatomie, Physiologie und wissenschaftliche Medizin, Berlin, 1852: 85-100.
- Untersuchungen über Leistungsfähigkeit der Muskeln und Todesstarre. Archiv für physiologische Heilkunde, Stuttgart, 1852; XI.
- Beobachtungen über Verjüngungsvorgänge im thierischen Organismus. Rostock, 1853.
- Handbuch der Anatomie der Wirbelthiere Band 1.  Veit, 1854 doi:10.5962/bhl.title.11795
- mit Carl Theodor von Siebold:  Handbuch der Zootomie Band 2 Veit, 1854 doi:10.5962/bhl.title.10711